# Филатова, Татьяна Олеговна
Татья́на Оле́говна Фила́това (Та́та Фила́това) (род. 23 декабря 1990, Ульяновск) — русская писательница.

## Биография
Родилась в Ульяновске. Окончила Мариинскую гимназию и Ульяновский государственный университет по специальности «дизайн».
Член Союза писателей России. Пишет с раннего детства, рассказы опубликованы в «толстых» литературных журналах «Знамя», «Дружба народов», «Юность», «Новый мир». Участница Форума молодых писателей России, стран СНГ и зарубежья «Липки», мастерских АСПИР, литературной мастерской Сергея Лукьяненко .
Лауреат Всероссийской литературной премии имени М. Ю. Лермонтова в номинации «Молодой автор», лауреат Международной литературной премии имени Н. В. Гоголя в номинации «Вий», лауреат Национальной литературной премии «Сказитель Руси» — за книгу «О чём молчит лес».  Финалистка Всероссийской Литературной премии «Болдинская осень» , шорт-лист Общенациональной премии имени Александра Чаковского «Гипертекст» и лонг-лист литературной премии «Лицей»  — за сборник рассказов «Мне с вами не оч».
Автор романа «Чертоги солнца» импринт «Черным-бело», издательство «ЭКСМО», 2025 г.
В своих интервью источником вдохновения называет «Северный берег Старомайнского залива Ульяновской области». Живёт в Ульяновске, но не причисляет себя к ульяновской "литературной школе".

## Ссылки

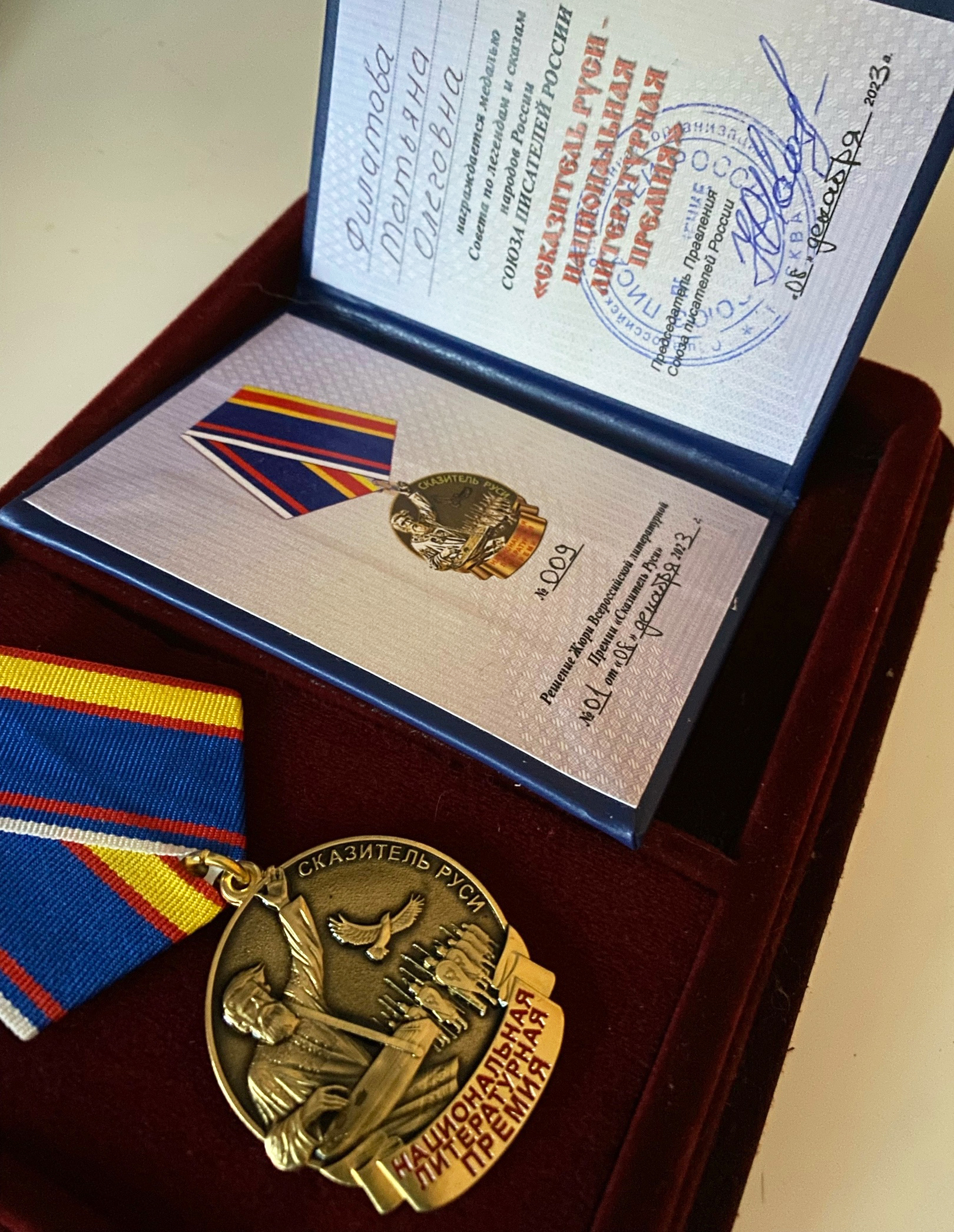
Медаль и удостоверение национальной литературной премии «Сказитель Руси» 2023 года.

## Современники о Татьяне Филатовой
Георгий Панкратов:
«Полнота жизни, витальность в прозе Филатовой, передающаяся читателю на эмоциональном, едва ли не на физическом уровне и мало у кого встречающаяся в нынешней литературе, очень подкупает»
Дарья Тоцкая:
«Основная идейная ценность книги Филатовой в том, что она не бежит от осознания страшного и смерти, не подменяет как неудобное для психики современного человека. Если рушится судьба человеческая, если требуется идти за любовью или отстоять себя — её герои и героини следуют в самую гущу леса»
Яна Сафронова: 
«Второй тип мифологизма — произведения, основанные на мифе, но преодолевающие его законами живой жизни. Таким образом в „Русалке“ Татьяны Филатовой перед нами не просто переписанный фольклорный сюжет, но история о настоящей любви и самопожертвовании»